# Defaunação

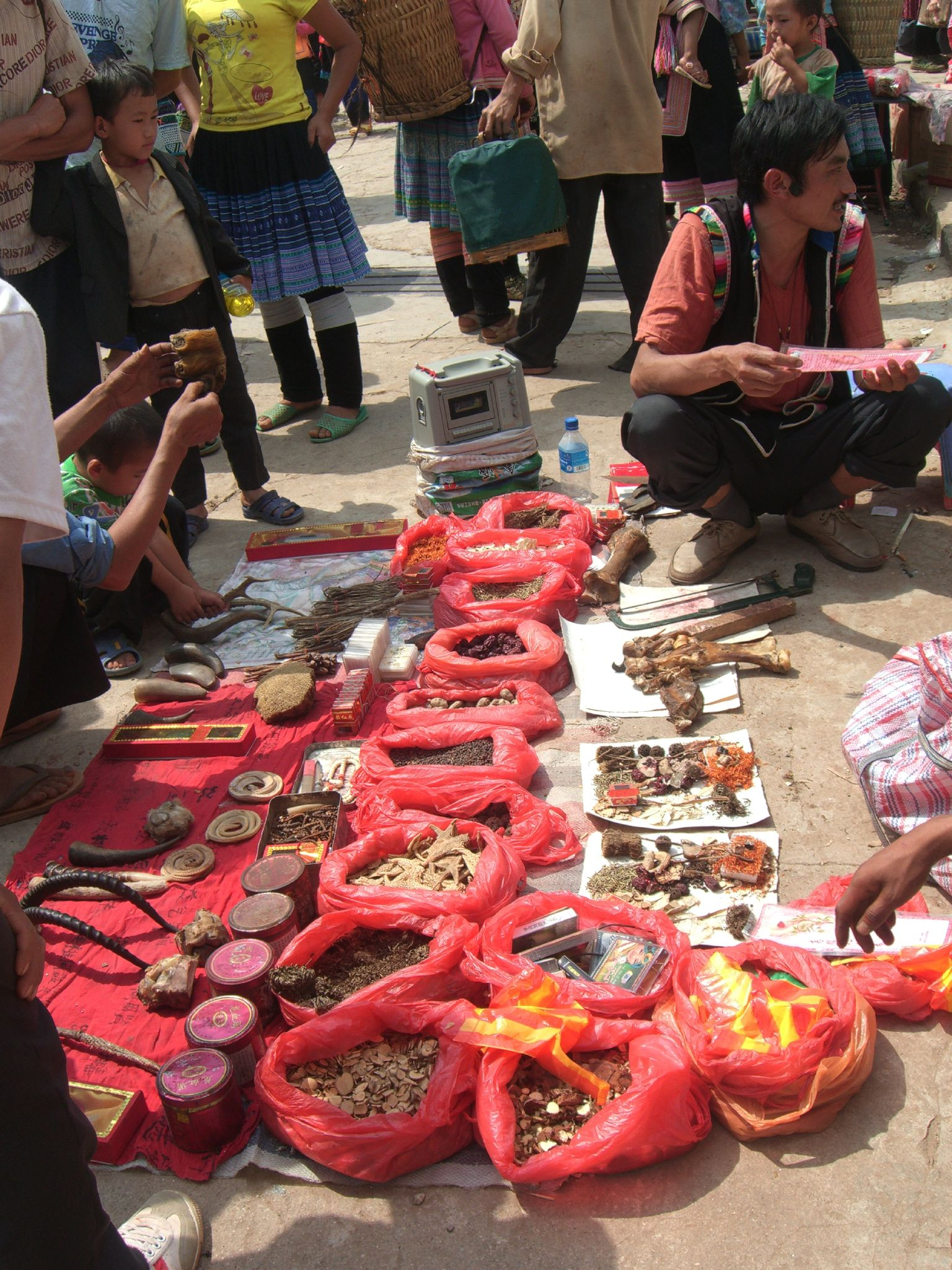
Fotografia de medicamentos ilegais vendidos no mercado de Laomeng, perto do condado de Yuanyang, na China. Os produtos incluem garra de tigre, pênis de tigre e chifres de cabra.

Defaunação consiste na diminuição da riqueza, diversidade e/ou biomassa de animais da floresta que ocorre principalmente devido à caça e fragmentação do habitat. Reduz de forma rápida e drástica as espécies de mamíferos e aves de médio e grande porte, tendo consequências imediatas na demografia, diversidade e densidade de espécies animais.
Como consequências da defaunação, há a quebra ou relaxamento das interações animal-planta, interferindo na dinâmica florestal, o que tem sérias implicações sobre a manutenção dos ecossistemas.

## Defaunação e Fragmentação de Habitats
A fragmentação do habitat causa não só a perda de várias espécies vegetais, mas também contribui com a defaunação. As populações animais em áreas muito fragmentadas tornam-se mais isoladas, o acesso de caçadores é mais fácil e há uma redução do número de habitats disponíveis.

Relações negativas entre o tamanho da área e o grau de caça foram encontradas na Amazônia e a extinção de espécies ocorre mais rápido em áreas menores que sofrem caça moderada ou intensa.
A defaunação em fragmentos florestais pode levar à redução no recrutamento de plantas zoocóricas com sementes grandes, aumento na predação de sementes por pequenos roedores, e dominância de espécies pioneiras com sementes pequenas. Essas falhas no recrutamento podem acompanhar o gradiente de defaunação dos fragmentos.

## A Caça
Na maioria das florestas tropicais, os animais mais caçados são os ungulados, roedores e primatas de grande porte, pois além de apresentarem uma grande biomassa, vivem em grandes grupos e forrageiam em locais previsíveis. Espécies de pequeno porte como gambás, carnívoros, edentados e primatas raros normalmente são negligenciadas pelos caçadores e animais como ratos, morcegos e primatas de pequeno porte quase nunca são caçados.
Espécies menos sensíveis à caça ou aquelas raramente caçadas podem ter suas densidades altamente afetadas, caso as espécies preferenciais e mais sensíveis já se encontrarem escassas ou inexistentes.

## Defaunação e as Plantas
A ausência de herbívoros de médio a grande porte pode levar a uma dominância das espécies vegetais, pois esses animais são seletivos no consumo de sementes e plântulas. A consequência da defaunação é um aumento na densidade e na sobrevivência de plântulas, o que pode reduzir a diversidade vegetal ao longo do tempo.

As taxas de remoção e predação de sementes e distâncias de dispersão de sementes são menores em áreas com menor número de agentes dispersores e em áreas intensamente caçadas. As taxas de predação de sementes por microrganismos e insetos são maiores em áreas intensamente caçadas pelo aumento do número de sementes embaixo da planta-mãe que não são removidas devido às baixas densidades de vertebrados.
A ausência de animais dispersores de sementes pode afetar tanto a quantidade da dispersão, pela redução no número de sementes dispersas, quanto a qualidade da dispersão, a qual pode ocorrer se o dispersor substituto manipula ou deposita as sementes em locais inapropriados para o seu sucesso no estabelecimento e germinação .

## Impactos da defaunação em diferentes biomas
O sucesso reprodutivo de diversas espécies de plantas está diretamente ligado a funções ecológicas exercidas por animais .
A caça e perda de habitat são fatores que afetam a comunidade de mamíferos em florestas tropicais, acarreta sérios efeitos tróficos podendo levar a um aumento na abundância de roedores em locais defaunados, afetando os processos ecológicos, como a predação de sementes.
A defaunação tem inúmeras consequências sobre os diferentes biomas e pode ser conduzido por diferentes condutores (drivers) de forma direta e indireta. Diretamente pela caça e comercio ilegal de animais, gerando impactos de magnitude considerável, por exemplo, da ordem de 23 milhões de animais vertebrados (mamíferos e pássaros) mortos anualmente na Amazônia brasileira .
Outro condutor direto é a invasão de planta (geralmente exótica) ou taxa animal, que pode deslocar os animais nativos de um dado ecossistema.
De maneira indireta, a mudança no uso da terra, segundo o qual a redução da área e isolamento dos habitats naturais impede espécies de manter populações geneticamente e demograficamente viáveis.
Os efeitos da fragmentação de habitat têm sido estudados em várias regiões e com muitos grupos taxonômicos, pois os impactos negativos sobre a biodiversidade são muito expressivos .
No Brasil, estudos sobre a fragmentação de habitat têm sido desenvolvidos desde a década de 70, com uma grande ênfase em ecossistemas tipicamente florestais, como a Amazônia e a Mata Atlântica.
Talvez por sua natureza não-florestal, os estudos de fragmentação no Cerrado são mais escassos, embora o bioma tenha sido, em termos absolutos, o que mais perdeu área para as atividades antrópicas como a  agricultura e pecuária, que impulsionaram, particularmente, a construção de estradas e por isso vem sofrendo os impactos negativos deste processo.
Esse tipo de interferência possui um mecanismo de fragmentação de alto impacto, removendo a cobertura vegetal original, gerando efeito de borda e alterando a função e a estrutura da paisagem .
Este tipo de modificação acarreta em sérios impactos à fauna de vertebrados em processos de deslocamento para superar rodovias, como barreira artificial, elevando o índice de mortalidade, além de facilitar o acesso de ações antrópicas como a caça de várias outras espécies.
A caça a aves como tucanos e arapongas acelera a perda de diversidade da Mata Atlântica .
As flores deixam de ser polinizadas e as sementes, além de dispersas em uma área mais restrita, tornam-se cada vez menores, e com menor potencial de germinação.
Alterações na dinâmica da vegetação em florestas tropicais podem ser traduzidas em impactos em escala global, porque a maioria das árvores das florestas tropicais, onde a grande quantidade do carbono na Terra está armazenado, dependem dos serviços de dispersão de vertebrados frugívoros.
Portanto, a defaunação em diferentes locais pode ter coletivamente um efeito dominó em todo o globo.
Os fenômenos que ocorrem via esses efeitos em multiescala, irão variar de acordo com os níveis biológicos de organização, a partir de alterações comportamentais e fisiológicas de organismos individuais, mudanças no processo ecossistêmico dentro de biomas e o seu potencial de conduzir mudanças na escala evolutivas ao longo do tempo.